# Deh-e Now-e ‘Abdolvand
Deh-e Now-e ‘Abdolvand (persiska: دِه نُو, ده نو عبدالوند) är en ort i Iran.   Den ligger i provinsen Lorestan, i den centrala delen av landet, 300 km sydväst om huvudstaden Teheran. Deh-e Now-e ‘Abdolvand ligger 1 932 meter över havet och antalet invånare är 171.
Terrängen runt Deh-e Now-e ‘Abdolvand är kuperad åt sydost, men åt nordväst är den platt. Runt Deh-e Now-e ‘Abdolvand är det ganska glesbefolkat, med 29 invånare per kvadratkilometer. Närmaste större samhälle är Alīgūdarz, 15,1 km öster om Deh-e Now-e ‘Abdolvand. Trakten runt Deh-e Now-e ‘Abdolvand består till största delen av jordbruksmark.